# دیوید هدیسون
دیوید هّدیسون (به انگلیسی: David Hedison)؛ زاده ۲۰ مهٔ ۱۹۲۷ – درگذشته ۲۳ ژوئیهٔ ۲۰۱۹) بازیگر اهل ایالات متحده آمریکا بود.

## فیلم‌شناسی برگزیده
- مگس (۱۹۵۸)
- سفر به قعر دریا (۱۹۶۴-۱۹۶۸)
- زندگی کن و بگذار بمیرد (۱۹۷۳)
- جهان گم شده (۱۹۶۰)
- جواز قتل (۱۹۸۹)
- چهره عریان (۱۹۸۴)